# 雅各布·库恩
雅各布·"科比"·库恩（德語：Jakob "Köbi" Kuhn，1943年10月12日—2019年11月26日），瑞士前足球運動員，擔任中場，在球員時代為球蘇黎世上陣超過500場，贏得6次聯賽冠軍與5次瑞士盃冠軍，更曾2次帶領球隊進入歐冠盃準決賽。在球員生涯後期，古恩開始從事保險工作，事業相當成功，但古恩仍為瑞士足球發展出力，曾擔任瑞士U21國家隊主教練，包括帶領瑞士國家隊參加2004年歐洲國家盃、2006年世界盃和2008年歐洲國家盃。
古恩曾擔任瑞士U21國家隊主教練，2001年6月10日起接替辭職的阿根廷教練恩佐·特罗塞罗，擔任瑞士國家隊主教練，是自1989年首位擔任瑞士國家隊的瑞士人。2004年率領球隊進入歐國盃決賽周，2006年率領球隊踢入德國世界盃，進入十六強。
2008年6月2日，距離2008年歐洲國家盃開幕5日前，古恩的妻子愛麗斯因病陷入昏迷，古恩仍如常帶領國家隊參加歐國盃，球隊發揮不俗，但因球隊傷病嚴重，仍要小組出局。
2008年歐國盃完結後，古恩辭退瑞士主教練職務，由希斯菲特接替。